# Steve Lingenfelter
Steven Rodney Lingenfelter, detto Steve (Eau Claire, 10 giugno 1958), è un ex cestista statunitense, professionista nella NBA, in Italia e in Francia.

## Carriera
Gioca 5 anni nei campionati universitari dal 1976 al 1981.
Il suo debutto europeo è a 23 anni in Italia, ad Udine, nel 1981-82. Torna poi negli USA per tre anni, a giocare in NBA, CBA e nuovamente NBA. Nel 1985 lo troviamo nuovamente in Italia a Mestre, dove giocherà tre stagioni, sfiorando nel campionato 1986-87 per ben 2 volte la promozione in A1. In tale periodo Steve ha le migliori percentuali al tiro della Serie A2, con oltre il 71% (prima fase). Nel 1989 Celada (precedente Patròn del BC Mestre) lo vuole con sé a Desio dove sostituisce Ben Poquette giocando 9 partite e conquistando la promozione in A1. Nella stagione 1989-90 lo troviamo in Francia in A1, ad Ortez, per il suo ultimo anno professionistico europeo.

## Palmarès
- CBA Newcomer of the Year (1984)